# Snyg
El Snyg fue un barco a vapor de origen griego de finales del siglo XIX, actualmente se encuentra hundido en la isla de Roatán en Honduras.

## Características
Era un bote de casco de metal y cubierta de madera de 30 metros, el buque se le equipó con un motor de vapor de seis caballos de fuerza y una hélice. Poseía un mástil y dos botavaras. 

## Historia operacional
El barco fue construido como un pequeño carguero de vapor y sirvió para el transporte de animales, años más tarde el buque fue adquirido por el Reino de Grecia. El 18 de agosto de 1899 en la costa norte de Roatán el Snyg, luchó contra la marea brava y se acercaba a la isla en busca de refugio de su viaje desde Florida a La Ceiba, no obstante el barco sufrió una fractura en el casco al chocar con el arrecife de coral haciendo que este se hundiese. Aun así los animales lograron ser recatados al igual que la tripulación, gracias a la ayuda de los locales, en especial de un Hondureño de nombre George Edward.  
Para esos años el Snyg enarbolaba bandera griega y transportaba cargamento vivo: mulas y bueyes destinados a trabajar en las plantaciones bananeras del norte de Honduras. Tanto su capitán y varios tripulantes eran todos griegos.  Actualmente se ha convertido en una atracción turística, siendo visitado por practicantes de snorkel y el buceo. Aun se pueden ver sus calderas y parte del casco bajo el agua, también varias piezas metálicas de la embarcación.